# Luka Božić (baloncestista)
Luka Božić (nac. 29 de abril de 1996 en Bjelovar, Croacia) es un jugador profesional de baloncesto croata que pertenece a la plantilla del Covirán Granada de la Liga Endesa. Con una altura de 2,00 metros, juega en cualquier posición exterior (escolta o alero) e incluso puede desempeñarse como base.

## Trayectoria
Inició su desarrollo deportivo en las categorías inferiores del club de su ciudad natal, el KK Bjelovar, hasta ser captado por el KK Zagreb en 2014. Con apenas 18 años comenzó a destacar en la Liga A-1, la máxima categoría nacional de Croacia, promediando 13.4 puntos en 2014/15 e incrementando progesivamente su rendimiento hasta los 22.2 puntos (segundo máximo anotador de la competición), 6 asistencias y 6.7 rebotes en 2016/17.
Se inscribió en el Draft de la NBA de 2017, siendo uno de los únicos diez jugadores europeos menores de 23 años en hacerlo en dicho año, aunque finalmente no fue elegido.
En verano de 2017 firma por dos temporadas con el KK Zadar, con el que participa tanto en la liga doméstica como en la Liga Adriática (ABA). En esta última competición destacó especialmente, y así en 2017/18 promedió 12.3 puntos, 7.8 rebotes (máximo reboteador de la competición) y 2.2 asistencias, mientras que en 2018/19 registró unas medias de 13.9 puntos, 3.1 asistencias, 7.2 rebotes (de nuevo máximo reboteador) y 21.6 créditos de valoración (segundo jugador más valorado), además de ser elegido MVP de la jornada en cuatro ocasiones.
En 2019/20 se incorpora al Buducnost Pogdorica, club montenegrino con el que disputa la Liga Adriática y la Eurocup con mucho menor protagonismo (apenas 3 puntos de promedio en algo menos de 12 minutos de juego), hasta la cancelación prematura de las competiciones debido a la pandemia de coronavirus.
En la temporada 2021/22 ficha por el BC Siroki, club de la liga bosnia. Completa la campaña promediando 23.2 puntos con un 44% de acierto en triples, 6.6 rebotes y 5.5 asistencias.
En 2022/23 firma nuevamente con el KK Zadar. Participó en la liga croata y en la Liga Adriática, en la que disputó un total de 27 partidos acreditando 21.7 puntos, 6.3 asistencias y 9.5 rebotes y siendo elegido MVP de la competición.
En el verano de 2024, fichó por el Valencia Basket de la liga ACB, quienes lo cedieron al Força Lleida CE, con el que consiguió la permanencia en la Liga Endesa en los que disputó 32 partidos promediando algo más de 22 minutos, registró 11,4 puntos (53,3% en T2 y 33,3% en triples), 3,5 rebotes, 1,8 asistencias y 13,6 de valoración cada partido.
El 8 de agosto de 2025, fichó por el Covirán Granada de la Liga Endesa.

## Internacionalidad
Considerado uno de los jugadores con más proyección de su generación, es internacional en todas las categorías inferiores de la selección nacional de Croacia. En el Campeonato de Europa U-18 disputado en Turquía en 2014 logró la medalla de bronce (promediando 14 puntos por encuentro), y en el Campeonato del Mundo U-19 de 2015 en Grecia logró la medalla de plata (con medias de 13.6 puntos y casi 7 rebotes). También ha formado parte del combinado nacional U-20 en el Europeo de 2015 y el Mundial B de 2016. Llegó a ser incluido en la preselección del combinado absoluto de su país en 2017.